# قره مرسل بك
قره مرسل بك هو سياسي عثماني، تولى منصب قبطان باشا.

## مناصبه
تولى المناصب التالية:
- قبطان باشا (منذ 1324)